# Ward Lernout
Ward Lernout (* 3. Mai 1931 in Geluwe, Wervik, Westflandern; † 22. Dezember 2019) war ein belgischer Maler.

## Biographie
Ward Lernout erhielt seine künstlerische Ausbildung an der Städtischen Akademie Menen (Kunstmaler F. Wallecan und E. Van Overberghe). Er verbrachte längere Zeit in Afrika, seit 1964 lebt er in Tervuren. Beruflich war er bis 1990 in den Bereichen Marketing und Presse tätig. Ab 1970 gab es jährliche Ausstellungen seiner Werke.

## Bibliographie
- Kunstbuch Ward Lernout  (1996 – Roularta Art Books, Zellik). In diesem Buch findet man auch die vollständige Liste aller Presserezensionen bis 1996.
- Monographie Ward Lernout (1976 – Artiestenfonds Antwerpen).
- Monographie Retrospectieve W.Lernout 1997–2006 (2006 – Vrienden van de School van Tervuren)

## Ausstellungen
Von 1979 bis heute: P.A.C. Vaalbeek, Faculty Club Leuven, Galerie Tragt und AWW Antwerpen, Afrika Museum Tervuren, Werl (Deutschland), Centre d’Art du Paradou (Frankreich), Casa de Cultura (Pozuelo, Madrid), Le Roc d’Art Charleroi, Galeries Beukenhof (Kluisbergen), Art Gallery Charlotte Van Lorreinen Tervuren, CC Heist-op-den-Berg, Bremberg Centrum Bierbeek.
Von 1959 bis 1978 : u. a. Mbandaka (Congo), Wezembeek-Oppem, Brüssel, Diest, Mechelen. Mit seinem Schwager und Kunstmaler Mon Camelbeke: Kortrijk,Waregem, Sint-Niklaas, Brüssel.

## Auswahl
- 2001 – Selektiert für die Ausstellung Im Zeichen der Ebene und des Himmels, von den Europäischen Künstlerkolonien organisiert in Nürnberg.
- 1999 – Aufgenommen im Album Lithographien von 10 zeitgenössischen flämischen Künstlern (FLEMISH ART, Brüssel).